# Lily Carter
Pour les articles homonymes, voir Carter.
Lily Carter, née le 15 avril 1990 à Yoncalla, Oregon, est une actrice pornographique américaine.

## Biographie
Sa carrière débute en 2010 en tant que webcam modèle dans des vidéos solo. Son pseudonyme originel est Navaeh. Son actuel pseudonyme est inspiré par l'actrice Lynda Carter de la série TV Wonder Woman. Elle est bisexuelle.
Parallèlement à sa carrière à l'écran, elle est l'une des rares actrices pornographiques à revendiquer avoir pratiqué l'escort de luxe de manière occasionnelle, en Suisse, « par le biais d’une agence très prestigieuse aux tarifs élevés »

## Distinctions

### Récompenses
- 2010 CAVR - Débutante de l'année[6]
- 2013 XBIZ Award – Meilleure actrice dans un film scénarisé (Best Actress - Feature Movie) pour Wasteland[7]
- 2013 XBIZ Award – Meilleure scène dans un film scénarisé (Best Scene - Feature Movie) pour Wasteland[7]
- 2013 AVN Award Meilleure actrice (Best Actress) pour Wasteland[8]
- 2013 XRCO Awards[9]
  - Meilleure actrice (Best Actress) pour Wasteland (Elegant Angel Productions)
  - Cream Dream

### Nominations
- 2012 AVN Award – Best new starlet[10]
- 2012 AVN Award – Best Three-Way Sex Scene (G/G/B) -  Slut Puppies 5 (2011) (V)[10]
- 2012 XRCO Award – Best New Starlet[11]
- 2013 XBIZ Award – Female Performer of the Year[12]
- 2013 AVN Award – Female Performer of the Year[13]

## Filmographie sélective
| Année | Film                                           |
| ----- | ---------------------------------------------- |
| 2010  | Bald Beavers 2                                 |
| 2010  | Barely Legal 111                               |
| 2010  | Cock Sucking Challenge 3                       |
| 2010  | Couples Seeking Teens 5                        |
| 2010  | Farm Fresh 3                                   |
| 2010  | Naughty Nanny 3                                |
| 2011  | 2 Chicks Same Time 9                           |
| 2011  | Adventures in Babysitting                      |
| 2011  | Babysitter 5                                   |
| 2011  | Best New Starlets 2012                         |
| 2011  | Cuties 2                                       |
| 2011  | Don't Make Me Beg 4                            |
| 2011  | Face Fucking Inc. 11                           |
| 2011  | Jailbait 8                                     |
| 2011  | Massive Facials 4                              |
| 2011  | My First Orgy 2                                |
| 2011  | Naughty Rich Girls 5                           |
| 2011  | Only Teen Blowjobs 16                          |
| 2011  | Pure 18 19                                     |
| 2011  | She's So Cute 3                                |
| 2011  | Slut Puppies 5                                 |
| 2011  | Teens Like It Big 10                           |
| 2011  | This is Why I'm Hot 2: Rising Starlets         |
| 2011  | Trained Teens 4                                |
| 2011  | We Live Together 20                            |
| 2012  | Anal Boot Camp                                 |
| 2012  | Anal Students                                  |
| 2012  | Bachelorette Parties 4                         |
| 2012  | Blowjob Winner 12                              |
| 2012  | Evalutionary 2                                 |
| 2012  | Facial Overload 2                              |
| 2012  | Father's Lust                                  |
| 2012  | Girls Kissing Girls 9                          |
| 2012  | Hot for Teacher 5                              |
| 2012  | Molly's Life 18                                |
| 2012  | My Dad's Hot Girlfriend 9                      |
| 2012  | Naughty Neighbors 3                            |
| 2012  | Planet Anal                                    |
| 2012  | Prince The Penetrator                          |
| 2012  | Sex Boutique: Glory Holes                      |
| 2012  | Slurpy Throatsluts                             |
| 2012  | Sport Fucking 9                                |
| 2012  | Teens Like It Big 12                           |
| 2012  | Ultimate Fuck Toy: Riley Reid                  |
| 2012  | Wasteland                                      |
| 2012  | When Blacks Attack 3                           |
| 2013  | Cheer Squad Sleepovers 5                       |
| 2013  | Meow! 3                                        |
| 2013  | Please Make Me Lesbian 10                      |
| 2013  | Special treat                                  |
| 2013  | We Live Together 29                            |
| 2013  | Women Seeking Women 90                         |
| 2014  | Net Skirts 12.0                                |
| 2014  | Please Make Me Lesbian 11                      |
| 2014  | Please Make Me Lesbian 12                      |
| 2014  | Suicide Dolls                                  |
| 2014  | Tongue Me Down                                 |
| 2014  | Women Seeking Women 101                        |
| 2015  | Women Seeking Women 119                        |
| 2016  | Lesbian Seductions: Older/Younger 53           |
| 2016  | Naughty Stepsisters                            |
| 2017  | Bree Daniels and Her Girlfriends (compilation) |
| 2017  | Julia Ann and Her Girlfriends (compilation)    |
| 2017  | Pornstar Solos 2                               |
| 2018  | Aiden Ashley and Her Girlfriends (compilation) |
| 2018  | Prinzzess and Her Girlfriends 3 (compilation)  |